# Shemekia Copeland
Shemekia Copeland (Harlem, 1979. április 10. –) amerikai bluesénekesnő.

## Pályafutása
A New York-i Harlemben született. Apja Johnny Copeland, a Louisianából származó  texasi-blues gitáros és énekes volt.
Hamar kezdett el énekelni. Első nyilvános fellépése a Cotton Clubban volt, nagyjából 10 éves korában. 16 évesen már profi énekeskarriert tervezett. 1997-ben középfokú bizonyítványt kapott New Jersey-ben. Amikor apja egészsége hanyatlani kezdett, turnéra indult.
2009-ben részt vett az Efes Pilsen Blues Fesztiválon. A 2011-es chicagói Blues Fesztiválon Koko Taylor lányától hivatalosan átvette a „Blues királynője” koronáját.
Hét alkalommal Blues Music Awardot kapott.
2020 májusában újabb Blues Music díjjal jutalmazták: „Contemporary Blues Female Artist of the Year”.

## Albumok
- 1998: Turn the Heat Up
- 2000: Wicked
- 2002: Talking to Strangers
- 2005: The Soul Truth
- 2009: Never Going Back
- 2011: Shemekia Copeland - Deluxe Edition
- 2012: 33 1/3
- 2015: Outskirts of Love
- 2018: America's Child
- 2020: Uncivil War
- 2022: Done Come Too Far
- 2024: Blame it on Eve
  - 2021: Hit 'Em Back/kislemez (km.: Robert Randolph & Tony Coleman)

## Díjak
- Blues Music Awards (hétszer)
- https://bluesmatters.com/award-winning-roots-and-blues-singer-shemekia-copeland-releases-new-album-uncivil-war/